# دایمیرداد (هزاره)
دای میرداد یا دای میردادی قبیله‌ای از مردم هزاره در افغانستان است.